# 張永福 (1872年)
張永福（1872年—1959年4月5日），字祝華，祖籍廣東潮州饒平縣，生於新加坡。新加坡政治人物。中国国民党元老和早期主要领导人之一，是新加坡现任国务资政张志贤的曾伯父。

## 生平
早年曾支持晚清的戊戌變法，後來支持孫中山革命，先後出任中国同盟會新加坡分会的副會長、會長，在南洋創辦《圖南日報》、《中興日報》宣揚革命。1906年，借出晚晴園（現為「孫中山南洋紀念館」），當作同盟會在東南亞的基地。民國成立後，歷任中國國民黨新加坡支部名譽支部長、中華革命黨支部長、大元帥大本營諮議、汕頭市市長、國民政府僑務委員會常委、革命債務調查委員會委員、國民黨黨史編纂委員會名譽編纂、廣東銀行副經理、中央銀行汕頭分行行長等職。後任汪精衛政府僑務委員會委員、駐越南特使。
戰後，被追究親日行為，1948年獲釋回到新加坡，不久移居香港，1959年4月5日在香港逝世。 著有《南洋與創立民國》。

## 艺术形象

### 影视剧
- 2015年 新加坡电视剧《星月传奇》 第2集出场

## 外部連結
- 新加坡国家图书馆介绍《南洋与创立民国》 （页面存档备份，存于）